# Grips
No tênis, uma pegada é uma maneira de segurar a raquete para acertar golpes durante uma partida. Os três grips mais convencionais são: o Continental (ou "Chopper"), o Oriental e o Ocidental. A maioria dos jogadores muda de grip durante uma partida, dependendo de qual golpe for executado.

## O punho octogonal

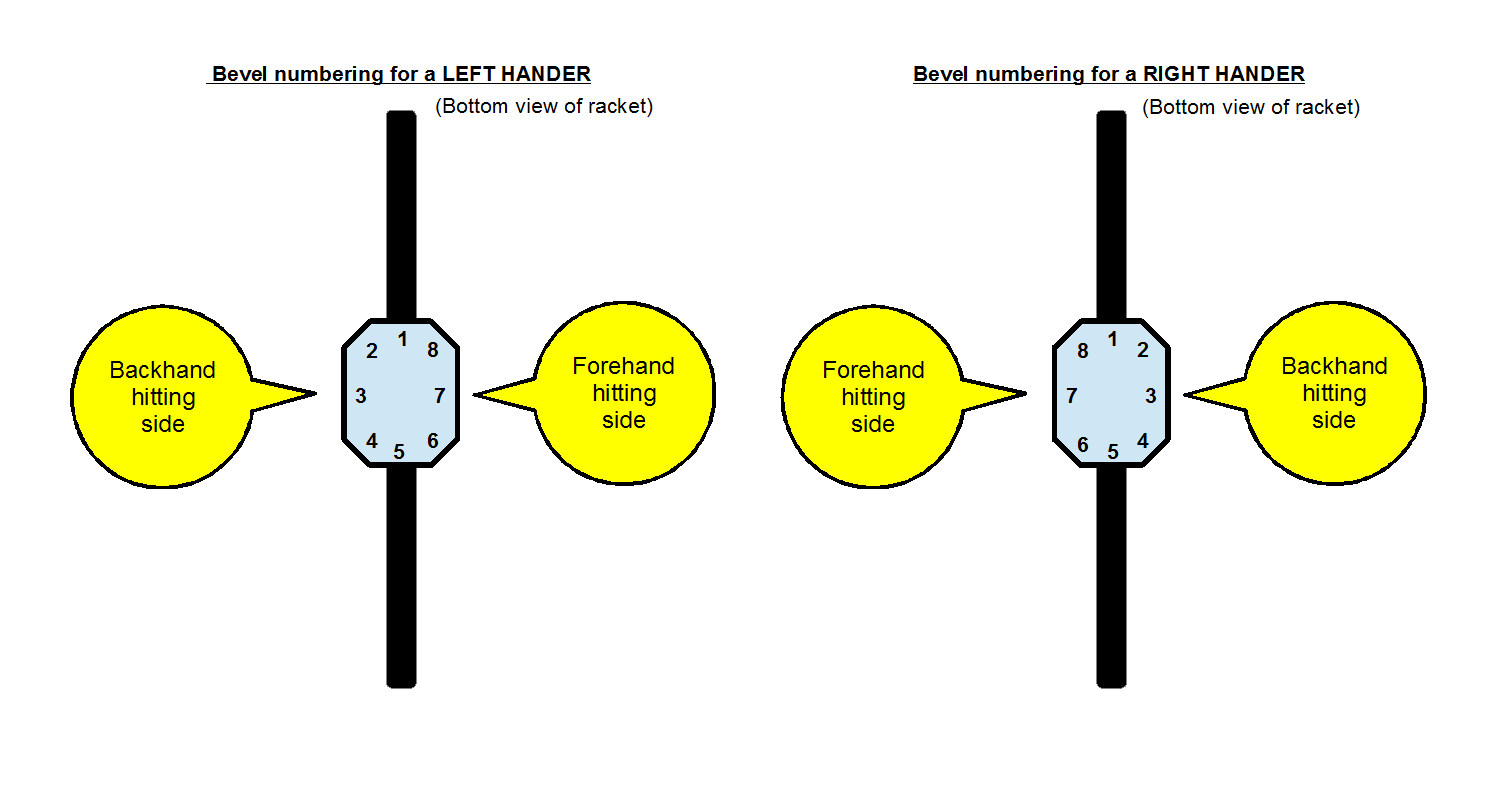
Numeração de chanfros em uma alça de raquete de tênis

Para entender os grips, é importante saber que a empunhadura de uma raquete consiste sempre em 8 lados ou, em outras palavras, tem uma forma octogonal. Uma forma quadrada machucaria a mão, enquanto uma forma arredondada não daria fricção suficiente para ganhar um aperto firme. Os oito lados da alça são chamados de chanfros. Podemos numerar os chanfros de 1 a 8 da seguinte maneira: se a lâmina da raquete estiver perpendicular ao solo, o bisel voltado para cima será o chanfro # 1. Girando a raquete no sentido anti-horário (para um jogador destro) ou no sentido horário (para um jogador canhoto), o próximo bisel voltado para cima é o chanfro # 2, e assim por diante para identificar todos os 8 chanfros.

## Os grips

### O aperto continental (bisel # 2)
A empunhadura continental, também chamada de empunhadura cortadora ou empunhadura de martelo, é obtida ao posicionar a mão de modo que a articulação da base do dedo indicador fique à direita no bisel # 2. É naturalmente obtido ao segurar a raquete como se fosse um machado, daí o segundo nome "Chopper grip". O grip Continental é adequado para uma variedade de tiros e, portanto, é frequentemente ensinado a principiantes absolutos, para que não se incomodem em mudar as manhas enquanto aprendem o básico do jogo. Esse tipo de pegada é muito útil para voos e tacadas rápidas perto da rede. Uma vez que o tênis moderno, especialmente o tênis de quadra de saibro, tem mostrado uma evolução para o topspin, o controle da Continental saiu de moda com jogadores profissionais para bater os groundstrokes . Ainda é a aderência preferida para saques e voleios . Além disso, a pegada é usada para algumas estratégias defensivas, como chipping e blocking shots. Além disso, o empate pode ser usado ofensivamente para acertar um "drop shot", que coloca extrema rotação para trás na bola. O resto das garras consegue um equilíbrio entre a capacidade de alta rotação, por um lado, e o poder, por outro.

### O punho de mão dupla (F: Bevel # 2 + B: Bevel # 6)
O aperto básico do Forehand de duas mãos é obtido segurando-se a raquete em uma empunhadura continental normal e, em seguida, colocando a mão esquerda acima segurando-a em uma empunhadura de mão esquerda semi-ocidental. Isso coloca os chanfros de referência das duas mãos exatamente em frente um do outro. Segurando a raquete usando as duas mãos para o forehand é altamente incomum, mas alguns jogadores top WTA bem conhecidos (por exemplo, Monica Seles ) o usaram com sucesso. Enquanto encurta o alcance do forehand e reduz a potência máxima, oferece uma precisão inigualável, que pode mais do que compensar as desvantagens anteriores. Além disso, combinado com um backhand de duas mãos, é quase impossível para o adversário ver qual lado (backhand ou forehand) está atingindo a bola. Os lados geralmente são igualmente precisos e não é necessária nenhuma mudança de pegada.

### O Punho de Backhand Oriental (Bevel # 1)
O punho Backhand Oriental é obtido ao colocar a mão de tal forma que a junta base do dedo indicador e calcanhar da mão estão à direita no bisel # 1. Esse aperto permite um giro e controle significativos. A face oposta da raquete é usada em comparação com o forehand oriental. Para quem usa uma mão de forehand ocidental, por outro lado, a mesma face da raquete como no forehand é usada para golpear a bola; não há necessidade de trocar as alças se o forehand for jogado com uma pegada ocidental.

### O punho Backhand Semi-Ocidental (Bevel # 8)
A empunhadura backhand semi-ocidental é usada colocando a mão de forma que a junta da base do dedo indicador fique à direita no bisel # 8. Comparada com a empunhadura Continental, a lâmina girou 90 graus no sentido horário. Isso força o pulso em uma torção desconfortável, mas permite o maior giro possível.
Isso é basicamente equivalente ao aperto de forehand semi-ocidental. A mesma face da raquete como no forehand é usada para golpear a bola. Não é necessário trocar as alças se o forehand for jogado com uma empunhadura Semi-Western.

### O punho de backhand de duas mãos (F: Bevel # 2 + B: Bevel # 6)
A pegada básica de duas mãos do Backhand é obtida segurando-se a raquete em uma empunhadura continental regular e, em seguida, colocando a mão esquerda acima segurando-a em uma empunhadura semi-ocidental com a mão esquerda. Isso coloca os chanfros de referência das duas mãos exatamente em frente um do outro. Segurando a raquete com as duas mãos para o backhand é muito comum, mas existem muitas variações no posicionamento preciso das duas mãos. Isso também varia entre jogadores destros e canhotos.
Uma face diferente da raquete que no forehand é usada para golpear a bola.

## A evolução dos grips de forehand
Durante alguns anos, durante as duas primeiras décadas do século XX, o pequeno e frágil jogador Bill Johnston foi considerado por muitos para ter tido o melhor forehand de todos os tempos, um golpe que ele atingiu o ombro alto usando um aperto ocidental. Poucos jogadores de ponta usaram o controle ocidental após a década de 1920, mas na última parte do século XX, quando as técnicas e equipamentos de tiro mudaram radicalmente, o forehand ocidental fez um forte retorno e agora é usado por muitos jogadores modernos. Com as mudanças na tecnologia, os vários grips passaram a ser usados de maneira muito diferente da anterior. Em primeiro lugar, a aderência Continental é usada principalmente para servir e para jogar vôlei, não para acertar tiros no forehand ou um backhand. A pegada oriental ainda é usada, embora muito menos do que no passado, e é usada para acertar tiros bem planos. É excelente para acertar tiros baixos. A aderência mais popular no tour é a aderência semi-ocidental. Ele dá uma boa mistura de spin e ritmo no forehand, e oferece facilidade para fazer a transição para o backhand grip. Finalmente, o empunhadura ocidental (e suas variações extremas) são algumas das pegadas mais radicais usadas na turnê, principalmente por barreiras de argila, e são usadas para criar grandes quantidades de topspin.

## A evolução dos grips de backhand
O backhand pode ser executado com uma ou ambas as mãos. Desde 2014   três das 100 mulheres mais bem classificadas usaram um aperto com uma mão. Vinte e quatro dos 100 principais classificados usaram uma mão com uma mão, em queda de quase 50 na década anterior.
Durante a maior parte do século XX, o backhand foi executado com uma mão, usando um backhand oriental ou continental. No tênis moderno, há alguns jogadores profissionais que usam um backhand ocidental com uma mão. Este tiro é realizado de forma semelhante ao forehand oriental. Tem muito mais potencial de topspin do que o tradicional one-hander oriental. O controle de backhand de uma mão ocidental torna mais fácil para um jogador de uma mão acertar bolas na altura do ombro, mas mais difícil de acertar bolas baixas, e vice-versa para o backhand de uma mão.     O backhand de uma mão e suas variantes são usadas pela maioria dos profissionais com fortes rebatidas de mão, como Gustavo Kuerten, especialmente Richard Gasquet entre os homens, e Justine Henin entre as mulheres.
O backhand de duas mãos é mais comumente usado com a mão direita segurando a raquete com uma empunhadura Continental e a mão não dominante segurando a raquete com uma empunhadura semi-ocidental. Embora esta seja de longe a forma mais comum de acertar um backhand de duas mãos, existem jogadores que usam diferentes formas de segurar a raquete para um backhand de duas mãos.
O jogador há muito tempo considerado o melhor backhand de todos os tempos, Don Budge, teve um poderoso golpe de uma mão nas décadas de 1930 e 1940, que deu um topspin na bola. Ken Rosewall, um backhand de uma mão, usou um backhand de fatia tremendamente preciso com underspin nos anos 50 e 60. O backhand slice de uma mão é frequentemente usado em ralis, já que é um tiro confortável. Andre Agassi, em particular, aumentou seu uso do backhand de uma mão e, muitas vezes, atingiu um dropshot não retornável com ele.

## Grips usados para servir
A aderência para o saque depende do tipo de saque . Nos níveis profissionais, o saque de topo é atingido com um punho de backhand oriental (bisel nº 1). O servidor está em um ângulo em relação à linha de base, para que eles possam girar durante o serviço e fazer contato com a raquete diretamente na bola.
Nos níveis profissionais, o saque de fatia é mais comumente atingido com um grip Continental (bisel nº2). O servidor joga a bola um pouco para a direita do seu corpo (se for destro) e corta a bola para o lado para dar um giro. Para um destro, a fatia serve para a esquerda e é útil para puxar o oponente para fora ou servir em seu corpo. Muitos jogadores, no entanto, usam um empunhadura de backhand oriental (bisel # 1) para seus saques giratórios; isso dá à raquete um ângulo ainda maior à medida que ela passa pela bola.
Existem três tipos de chute (topspin). O topspin puro serve, a fatia topspin serve, e a torção serve . Para a maioria, o saque de topspin é atingido usando uma empunhadura de backhand oriental (bisel # 1) e a bola é arremessada de forma que se ela cair, ela cairá no calcanhar ou na cabeça do servidor. No topspin servir, a raquete escova a parte de trás da bola para dar topspin. No topspin-slice ou kick saque, a raquete é realizada com um backhand oriental ou grip Continental. O saque topspin-slice tem topspin e slice, e, quando acertado, salta na direção oposta ao saque da fatia. Um saque extremo que exija flexibilidade e um back forte, o giro americano, é quando a pessoa lança a bola normalmente muito para a esquerda (para jogadores destros) e dá o giro na direção oposta de um saque de fatias de topspin. Todos esses saques são usados para fazer um saque efetivo que, no entanto, tem um alto fator de segurança, pois eles limpam a rede com uma margem de espaço relativamente alta e usam o topspin para puxar a bola para dentro da caixa de serviço.